# احمد میهوبی
احمد میهوبی (انگلیسی: Ahmed Mihoubi; ۲ ژوئن ۱۹۲۴ – ۲۴ ژانویهٔ ۲۰۰۴) بازیکن فوتبال اهل فرانسه بود.
از باشگاه‌هایی که در آن بازی کرده‌است می‌توان به باشگاه فوتبال المپیک لیون و باشگاه فوتبال تولوز اشاره کرد.
وی همچنین در تیم ملی فوتبال فرانسه بازی کرده‌است.